# أسرار القبندي
أسرار القبندي (23 نوفمبر 1959 - 13 يناير 1991) شهيدة كويتية، عرفت بدورها البارز في المقاومة الكويتية بـالكويت خلال الغزو العراقي للكويت.

## قبل الاحتلال
ولدت أسرار محمد مبارك القبندي في فريج العاقول بمنطقة شرق في عام 1959، ودخلت روضة الملهب في شرق ثم المدرسة الشرقية الابتدائية فمدرسة الخنساء المتوسطة وبعدها ثانوية الجزائر ثم انتقلت إلى ثانوية جمانة بنت أبي طالب في ضاحية عبدالله السالم حيث لم تكمل الثانوية العامة في الكويت والتحقت بدورة للغة الإنجليزية في مدينة توروكي بانكلترا من يوليو حتى سبتمبر عام 1977، وفي يناير من عام 1980 سافرت إلى الولايات المتحدة الأميركية، حيث نالت الثانوية العامة ثم درست الكمبيوتر في مدينة كيرلي بولاية كولورادو، وعادت للكويت عام 1986 وعملت في وزارة الخارجية ثم انتقلت للعمل الخاص وافتتحت حضانة خاصة لرعاية الأطفال. وفي عام 1987 أسست أول مدرسة من نوعها في الكويت خاصة برعاية ذوي الإعاقة الذين يعانون من الشلل الدماغي.

## أثناء الاحتلال

### قبل الاعتقال
بدأت رحلة نضال أسرار منذ الليلة الأولى للغزو العراقي، حيث انضمت لمقر بيان وهو مركز القيادة العليا للمقاومة الكويتية والتي تشكّلت بشكل عشوائي وسريع من قبل أبناء الكويت. وباشرت عملها النضالي، فكانت تقوم باستخراج هويّات مزورة للشخصيات المهمة لتسهيل تحركاتهم بأمان، وزورت هويتها الشخصية كذلك لإكمال عملها الإنساني والنضالي فكانت تزور الأرامل والعجائز اللاتي كن يتلقين مساعدة وزارة الشؤون فكانت تقدم لهن الطعام والمال.
وكانت تقوم برعاية الأجانب من الأمريكيين والأوروبيين، ممن وضعتهم السلطات العراقية هدفًا. بالإضافة إلى أنها عملت كحلقة وصل بين الكويت والقيادة الكويتية الشرعية في السعودية، لتزويدهم بالمعلومات الأساسية. كذلك قامت بإعداد الكثير من التقارير العسكرية المهمة وإرسالها للقيادة الشرعية بالتعاون مع بعض العسكريين الكويتيين الصامدين. وامتد نشاط أسرار فشمل العمل على تزويد خلايا المقاومة الكويتية بالأسلحة ومساعدتهم في تفخيخ السيارات وتوفير أماكن آمنة للمصابين منهم لإجراء العلاج اللازم. وقامت بتعطيل عمل بعض المرافق لكي تحول دون استغلال سلطات الاحتلال لها، فقد عطلّت أجهزة المراقبة الهاتفية في مقسمي النزهة ومشرف حيث دخلت المبنى كعاملة نظافة، كما قامت باستخراج ديسكات مركز المعلومات المدنية وكذلك البنك المركزي، ووزارة الخارجية ووزارة الداخلية.
استطاعت أسرار بفضل خبرتها بالتكنولوجيا اختراق الحصار الإعلامي، بعد أن توصلت إلى شيفرة خاصة في جهاز الستالايت لمخاطبة العالم فأخذت تخاطب الوكالات العالمية مثل شبكة الـ CNN موضحةً ما يدور في الكويت من قتل ونهب دمار وانتهاكات. كما قامت بإيصال المكالمات الدولية عبر جهاز الستالايت من وإلى الكويت لبعض الأهالي الذين فقدوا أقاربهم بالخارج أو بالداخل. وقامت بجمع بعض الجاليات الأوروبية والأميركية حيث مكّنتهم من التواصل مع حكوماتهم. وقامت كذلك بتأليف بعض الأغاني الوطنية باللغة الإنجليزية، وأرسلتها بالفاكس للولايات المتحدة الأميركية.

### الاعتقال والأسر و الوفاة
تم اعتقال أسرار في يوم 4 نوفمبر1990 في نقطة تفتيش عند تقاطع مشرف وبيان و تم أخذها للمشاتل، وهو أحد الأماكن التي اتخذها الجيش العراقي في الكويت كمعتقل للشباب الكويتيين. بقيت أسرار في الأسر لمدة 72 يومًا قاست خلالها أبشع طرق وأساليب التعذيب الوحشية مثل الصدمات الكهربائية واقتلاع الأظافر لأجل الاعتراف والإفشاء عن أسرار المقاومة الكويتية. لكنها كانت تقابل هذا الألم بأن تكيل لمعذبيها سيلًا من الشتائم. في يوم 14 يناير 1991 تم إعدام أسرار محمد القبندي على يد الجيش العراقي، وقاموا برمي جثتها عند باب منزل والدها.
شهادة وفاة أسرار التي أدلى بها أحد الأطباء في مستشفى مبارك الكبير تنص على أن:
1. الرأس مقطوع لنصفين.
2. العين جاحظة للخارج.
3. الرأس محطم بشكل كلي بواسطة آلة تشبه قطاعة اللحم.
4. المخ غير موجود حتى أن الطبيب استطاع أن يرى الأرض من خلال الجزء الأعلى من الجبهة.
5. أربع إلى ست رصاصات في الصدر.

## أماكن سميت باسمها
- سميت مدرسة باسمها في منطقة الدسمة تخليدا لذكراها وأنشأت هذه المدرسة في عام 1997.[4]

- تسمية حديقة باسم أسرار القبندي في ضاحية عبد الله السالم.

## كتب عنها
- أسرار الكويت: السيرة الذاتية للشهيده أسرار القبندي: كفاحها ونضالها واستشهادها، نورية السداني.[5]
- قوافل شهداء الكويت : القافلة الرابعة، صندوق التكافل لرعاية أسر الشهداء والأسرى (فبراير 1993)
- شهيدات الكويت، صباح لازم الشمري (1991)

## إقرا ايضا
- غاليه التركيت
- وفاء العامر
- سناء الفودري